# Dicas de um Sedutor
Dicas de um Sedutor é uma série brasileira produzida pela TV Globo e exibida de 4 de abril até 27 de junho de 2008. A série foi ao ar semanalmente no horário das 23:00 horas às sextas-feiras, logo após o Globo Repórter.
Criada e escrita por Rosane Svartman, Ricardo Perroni e José Lavigne, com direção de José Lavigne.
Foi reprisada pelo Canal Viva entre 8 de outubro e 24 de dezembro de 2010, sendo substituída pela TV Pirata.

## Antecedentes
A série teve um episódio piloto, que foi ao ar em 20 de dezembro de 2007, como parte do Especial de Fim de Ano da Rede Globo. Em março de 2008 foi decidido que a série entraria para a grade da programação, sendo exibida todas as sextas-feiras.

## Enredo
Santiago Ortiz (Luiz Fernando Guimarães) é um consultor sentimental que trabalha dando conselhos para as pessoas conseguirem conquistar a pessoa amada ou melhorar seus relacionamentos em crise. Ele conta com a ajuda de sua assistente, Arlete (Fabiana Gugli), com quem vive em atrito pelas técnicas pouco ortodoxas ensinadas para a arte da conquista. Ironicamente a filha de Santiago, Ganesha (Isabela Meirelles) é uma adolescente que vive se dando mal no amor e não aceita os conselhos do pai por considera-los falsos, recorrendo à ajuda da melhor amiga, Ferrinho (Thais Müller), que sabe menos de romances que ela.

## Elenco
| Ator/Atriz              | Personagens    |
| ----------------------- | -------------- |
| Luis Fernando Guimarães | Santiago Ortiz |
| Fabiana Gugli           | Arlete         |
| Isabela Meirelles       | Ganesha Ortiz  |
| Thais Müller            | Ferrinho       |

### Participações especiais
- Oberdan Junior - Lacerda
- Carlos Mossi - Montanha
- Isabela Garcia - Renata
- Marcello Novaes - Mauro
- Márcia Cabrita - Gislaine
- Bruce Gomlevsky - Carlão
- Gabriela Duarte - Maria
- Juan Alba - Luiz / Wagner
- Ellen Roche - Sabrina
- Graziella Moretto - Carolina
- Tarcísio Filho - Fred
- Luana Piovani - Kate
- Carlos Casagrande - Cássio
- Irene Ravache - Dolores
- Nicette Bruno - Rosa
- Francisco Cuoco - Geraldo
- Yoná Magalhães - Eliana
- Vanessa Lóes - Priscila
- Maria Luisa Mendonça - Alma
- Luiz Carlos Vasconcelos - Jimi
- Jackeline Cardoso - Tise

## Episódios.[5]
| Episódio           | Data de exibição    |
| ------------------ | ------------------- |
| Não é o que Parece | 4 de abril de 2008  |
| Quem Perde, Ganha  | 11 de abril de 2008 |
| Falta Homem        | 18 de abril de 2008 |
| O Traidor da Raça  | 25 de abril de 2008 |
| Golpe do Baú       | 2 de maio de 2008   |
| Amor não tem Idade | 9 de maio de 2008   |
| Amor e Fantasia    | 16 de maio de 2008  |
| Amor e Amizade     | 23 de maio de 2008  |
| Filho atrapalha?   | 30 de maio de 2008  |
| Embarangada        | 13 de junho de 2008 |
| Maktub             | 20 de junho de 2008 |
| O Borogodó         | 27 de junho de 2008 |